# هری هلیووارا
هری هلیووارا (انگلیسی: Harri Heliövaara؛ زادهٔ ۴ ژوئن ۱۹۸۹) یک تنیس‌باز اهل فنلاند است.